# إدوارد بيتر بيرت
إدوارد بيتر بيرت (بالإنجليزية: Edward Angus Burt) هو أخصائي فطريات وعالم نبات أمريكي، ولد في 9 أبريل 1859 في بنسيلفانيا في الولايات المتحدة، وتوفي في 27 أبريل 1939.